# Luciano Rossi (attore)
Luciano Rossi (Roma, 28 novembre 1934 – Roma, 29 maggio 2005) è stato un attore italiano.

## Biografia
Luciano Rossi nacque a Roma ma era originario di Collepardo, in provincia di Frosinone, città dei genitori Tullio Rossi e Iole Magnanti. Dopo gli studi classici trovò lavoro in una società di import-export ma, appassionato di cinema, frequentò anche Cinecittà alla ricerca di un posto da comparsa; durante i primi anni di lavoro cinematografico, tra il 1966 e il 1967, seguì la scuola di recitazione Studio di Arti sceniche di Alessandro Fersen. Recitò in moltissimi western: tra le sue interpretazioni, quella di Timido in Lo chiamavano Trinità....
Oltre che con il suo nome, Rossi comparve in diversi film come Edward G. Ross, Edwin G. Ross, Lou Kamante, Lu Kamante e Lu Kanante. Fra i registi che lo diressero ci sono Sergio Corbucci, Giuliano Carnimeo, Lucio Fulci e Ferdinando Baldi, oltre che Bernardo Bertolucci ed Ermanno Olmi. Morì a Roma il 29 maggio 2005, all'età di 70 anni, ma la notizia del decesso fu annunciata solo nel mese di luglio, come precisò un sito americano specializzato in notizie da Hollywood. È sepolto nel cimitero Flaminio di Prima Porta a Roma.

## Filmografia
- Dieci italiani per un tedesco (Via Rasella), regia di Filippo Walter Ratti (1962)
- Django, regia di Sergio Corbucci (1965)
- Uno sceriffo tutto d'oro, regia di Osvaldo Civirani (1966)
- LSD - Inferno per pochi dollari, regia di Massimo Mida (1967)
- Il figlio di Django, regia di Osvaldo Civirani (1967)
- Omicidio per appuntamento, regia di Mino Guerrini (1967)
- La più grande rapina del West, regia di Maurizio Lucidi (1967)
- Preparati la bara!, regia di Ferdinando Baldi (1967)
- Sentenza di morte, regia di Mario Lanfranchi (1967)
- L'avventuriero, regia di Terence Young (1967)
- Eneide, regia di Franco Rossi (1967)
- Bill il taciturno, regia di Max Hunter (1967)
- 5 per l'inferno, regia di Gianfranco Parolini (1968)
- Quella carogna dell'ispettore Sterling, regia di Emilio P. Miraglia (1968)
- Odissea, regia di Franco Rossi (1968)
- Corri uomo corri, regia di Sergio Sollima (1968)
- La collina degli stivali, regia di Giuseppe Colizzi (1969)
- Il pistolero dell'Ave Maria, regia di Ferdinando Baldi (1969)
- Django il bastardo, regia di Sergio Garrone (1969)
- Lo chiamavano Trinità..., regia di Enzo Barboni (1970)
- Ciakmull - L'uomo della vendetta, regia di Enzo Barboni (1970)
- Il conformista, regia di Bernardo Bertolucci (1970)
- C'è Sartana... vendi la pistola e comprati la bara!, regia di Giuliano Carnimeo (1970)
- Belle d'amore, regia di Fabio De Agostini (1970)
- Sledge (A Man Called Sledge), regia di Vic Morrow (1970)
- La morte cammina con i tacchi alti, regia di Luciano Ercoli (1971)
- Testa t'ammazzo, croce... sei morto - Mi chiamano Alleluja, regia di Giuliano Carnimeo (1971)
- Afyon - Oppio, regia di Ferdinando Baldi (1972)
- La morte accarezza a mezzanotte, regia di Luciano Ercoli (1972)
- Attento gringo... è tornato Sabata! (Judas... ¡toma tus monedas!), regia di Alfonso Balcázar e Pedro Luis Ramírez (1972)
- Los amigos, regia di Paolo Cavara (1972)
- Rivelazioni di un maniaco sessuale al capo della squadra mobile, regia di Roberto Bianchi Montero (1972)
- La morte ha sorriso all'assassino, regia di Aristide Massaccesi (1973)
- La mano spietata della legge, regia di Mario Gariazzo (1973)
- Milano trema: la polizia vuole giustizia, regia di Sergio Martino (1973)
- Ingrid sulla strada, regia di Brunello Rondi (1973)
- Passi di danza su una lama di rasoio, regia di Maurizio Pradeaux (1973)
- Bisturi - La mafia bianca, regia di Luigi Zampa (1973)
- Eroi all'inferno, regia di Michael Wotruba (Aristide Massaccesi) (1973)
- Il bacio di una morta, regia di Carlo Infascelli (1974)
- I figli di Zanna Bianca, regia di Maurizio Pradeaux (1974)
- Zanna Bianca alla riscossa, regia di Tonino Ricci (1974)
- Commissariato di notturna, regia di Guido Leoni (1974)
- Il testimone deve tacere, regia di Giuseppe Rosati (1974)
- Prostituzione, regia di Rino Di Silvestro (1974)
- Macrò - Giuda uccide il venerdì, regia di Stelvio Massi (1975)
- Salon Kitty, regia di Tinto Brass (1975)
- Roma violenta, regia di Marino Girolami (1975)
- Perché si uccidono (La merde), regia di Mauro Macario (1975)
- Il trucido e lo sbirro, regia di Umberto Lenzi (1976)
- Napoli violenta, regia di Umberto Lenzi (1976)
- I due superpiedi quasi piatti, regia di Enzo Barboni (1977)
- Le lunghe notti della Gestapo, regia di Fabio De Agostini (1977)
- Ritornano quelli della calibro 38, regia di Giuseppe Vari (1977)
- Luca il contrabbandiere, regia di Lucio Fulci (1980)
- Paura nella città dei morti viventi, regia di Lucio Fulci (1980)
- Orinoco - Prigioniere del sesso, regia di Edoardo Mulargia (1980)
- Sangraal, la spada di fuoco, regia di Michele Massimo Tarantini (1982)
- Questo e quello, regia di Sergio Corbucci (1983)
- Lunga vita alla signora!, regia di Ermanno Olmi (1987)

## Doppiatori
- Manlio De Angelis in Django, Sentenza di morte, Preparati la bara
- Gino La Monica in Corri uomo corri, Django il bastardo, La collina degli stivali
- Vittorio Stagni in L'avventuriero, C'è Sartana... vendi la pistola e comprati la bara, I due superpiedi quasi piatti
- Massimo Turci in Omicidio per appuntamento, Quella carogna dell'ispettore Sterling
- Sergio Tedesco in Bill il taciturno
- Romano Malaspina in La più grande rapina del West
- Gianfranco Bellini in Lo chiamavano Trinità
- Ferruccio Amendola in Il pistolero dell'Ave Maria
- Manlio Busoni in Il figlio di Django
- Mimmo Palmara in Eroi all'inferno